# New Deer
New Deer é um assentamento em Aberdeenshire, Nordeste da Escócia, que fica no vale de Deer. Foi fundada depois que monges da Deer Abbey, que construíram uma capela em Auchreddie, que se traduz como "campo da murta do pântano". Por volta de 1507, o registro da Deer Abbey lista suas terras no "novo paroche de Deir". O nome Auchreddie ganhou importância ao longo dos anos, no entanto, o extremo sul da vila ainda é conhecido por esse nome.
Em 1805, New Deer foi estendida ao norte pelo terceiro  James Ferguson de  Pitfour (1735-1820), o irmão mais velho de [Patrick Ferguson]].